# Raymond Badiou
 (novembre 2024).
Si vous disposez d'ouvrages ou d'articles de référence ou si vous connaissez des sites web de qualité traitant du thème abordé ici, merci de compléter l'article en donnant les références utiles à sa vérifiabilité et en les liant à la section « Notes et références ».
Pour les articles homonymes, voir Badiou.
Raymond Badiou, né le 14 août 1905 à Bellerive-sur-Allier (Allier) et mort le 27 juin 1996 à Paris 15e, est un résistant et maire SFIO de Toulouse de 1944 à 1958.

## Biographie

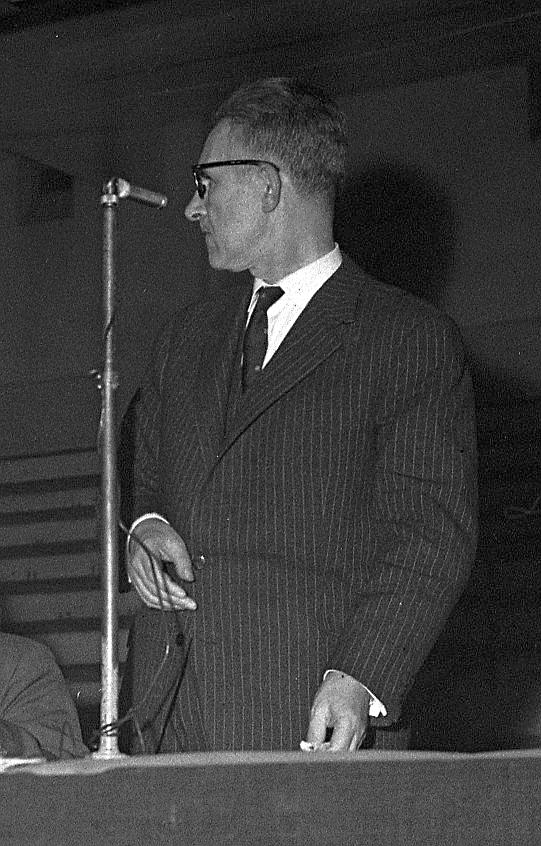
Raymond Badiou en 1962.

Raymond Badiou est admis au concours d'entrée à l’École normale supérieure en 1924 et obtint l'agrégation de mathématiques en 1927.
Il enseigne les mathématiques à Rochefort-sur-Mer, Rabat et Casablanca avant d'être affecté au lycée de garçons de Toulouse (celui-ci prend plus tard, sur sa proposition, le nom de lycée Pierre-de-Fermat). Il adhère en 1934 à la Section française de l'Internationale ouvrière, et milite également dans un cercle antifasciste. 
Durant la Seconde Guerre mondiale, il entre dans la Résistance. Il fait partie du Comité départemental de libération de la Haute-Garonne, organisme qui avait désigné Raymond Naves comme maire provisoire de Toulouse lors de la libération de la ville ; lorsque Naves est capturé par les Allemands, le 24 février 1944, Badiou le remplace. La libération de Toulouse a lieu les 19 et 20 août 1944. Un comité local de libération est aussitôt mis en place et joue le rôle de municipalité temporaire ; il a à sa tête Raymond Badiou, élu maire en 1945, puis réélu en 1947 (avec Pierre Dumas comme 1er adjoint) et 1953. En 1946, Badiou est élu également député de la Haute-Garonne, fonctions qu'il occupe jusqu'en 1951. Il conduit une politique municipale prudente, urbanisant Toulouse de façon compacte pour éviter la multiplication des réseaux, ce qui l'amène à lancer les premiers programmes de logements sociaux aux abords immédiats de la ville, en concertation avec le président du conseil général Eugène Montel.
Badiou démissionne en 1958 de la SFIO en raison des positions de ce parti sur la guerre d'Algérie et de son ralliement au général de Gaulle. Il abandonne alors tous ses mandats électoraux, dont celui de maire de Toulouse. Il reprend son activité de professeur de mathématiques supérieures au lycée de Toulouse et contribue parallèlement à la création du Parti socialiste autonome, puis du Parti socialiste unifié (PSU).

## Vie privée
Alors qu'il est encore élève à l'École normale supérieure, Raymond Badiou épouse Marguerite Rouxbédat, elle-même normalienne (Sèvres, promotion 1924 lettres) et agrégée de lettres (1927). L'un de leurs enfants, Alain Badiou, est un philosophe de notoriété internationale.

## Hommages
En 1997, le conseil municipal de Toulouse donne son nom à une voie nouvelle du quartier de la Cartoucherie, l'avenue Raymond-Badiou. Le 10 octobre 2012, le collège du quartier de la Reynerie (ancien no 1 rue de Kyiv) prend également son nom – il a cependant été fermé en 2020 et démoli en 2023. Depuis le 17 octobre 2017, un bâtiment interne au lycée Pierre-de-Fermat porte son nom, ainsi que celui de Paul Debauges (les deux étant mathématiciens et Résistants durant la guerre).